# 185636 Shiao Lin
185636 Shiao Lin este un asteroid din centura principală de asteroizi.

## Descriere
185636 Shiao Lin este un asteroid din centura principală de asteroizi. A fost descoperit pe 27 februarie 2008 la Observatorul Lulin de Chi-Sheng Lin și Ye Quan-Zhi. Asteroidul prezintă o orbită caracterizată de o semiaxă mare de 2,97 ua, o excentricitate de 0,10 și o înclinație de 11,0° în raport cu ecliptica.